# Alleen (scheikunde)

Structuurformule van propadieen, het eenvoudigste alleen.

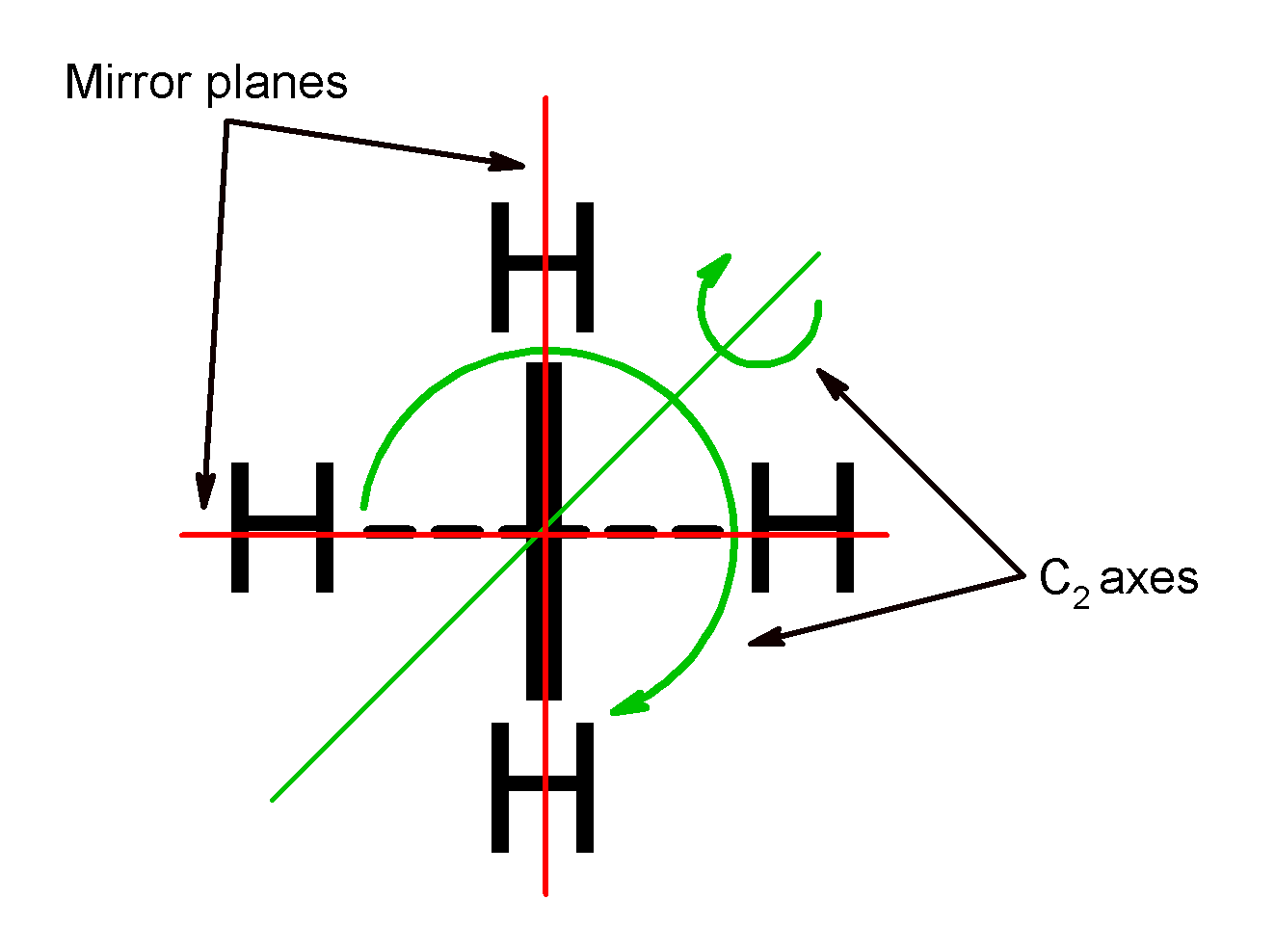
Aanzicht wanneer langs de koolstofas wordt gekeken.

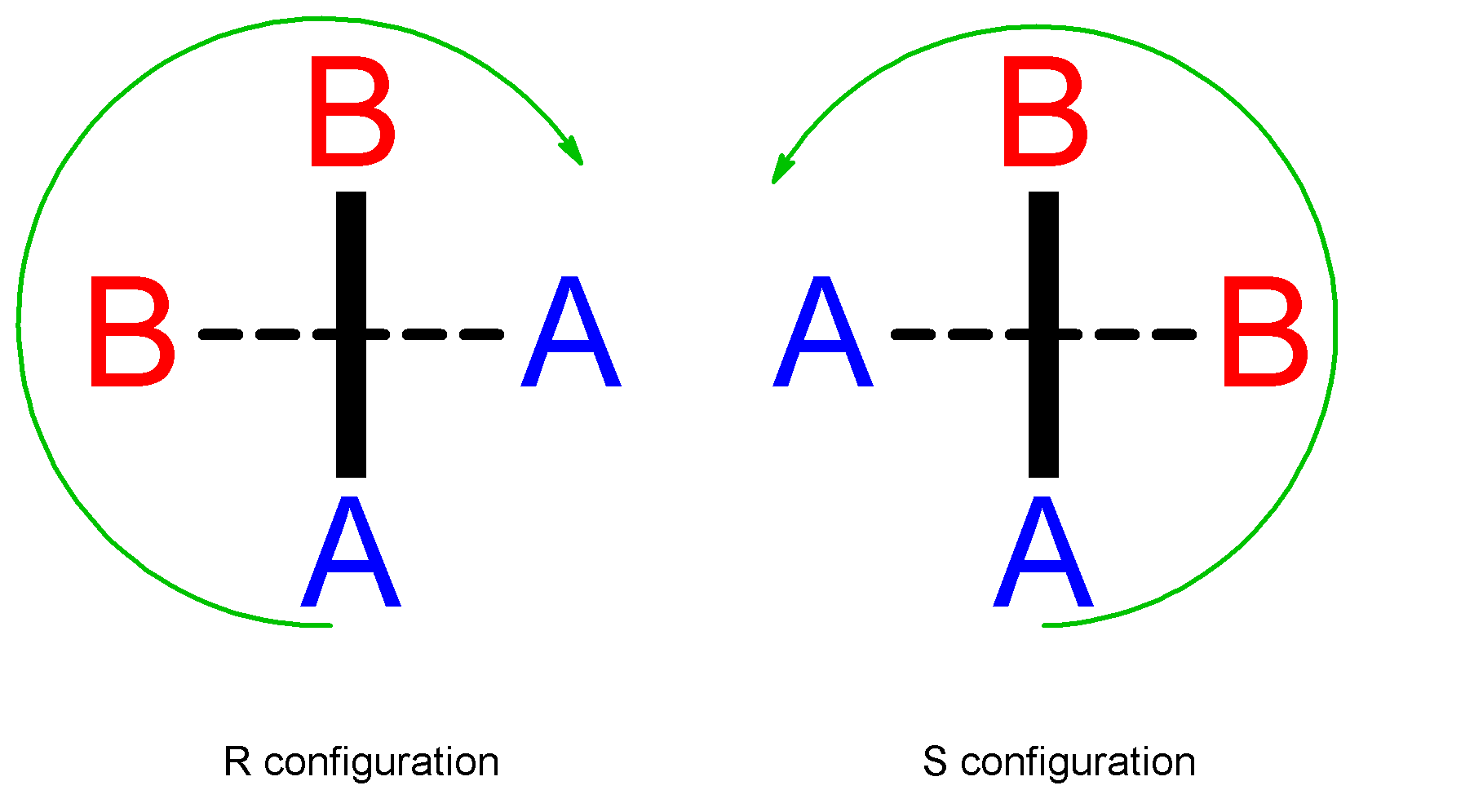
Chiraliteit van een alleen.

Een alleen is een koolwaterstof waar een enkel koolstofatoom twee dubbele bindingen heeft met twee andere atomen in het molecuul. Alleen is tevens de naam voor het meest eenvoudige voorbeeld van een alleen, namelijk propadieen. De allenen vormen een subklasse van de grotere groep der cumulenen.
Door de twee aangrenzende dubbele bindingen zijn allenen veel reactiever dan normale alkenen. Hun reactiviteit met bijvoorbeeld chloorgas is vergelijkbaar met die van een alkyn.

## Symmetrie
Een alleen met vier identieke substituenten heeft een S4 symmetrieas (viertallige oneigenlijke rotatie-as) langs de dubbel gebonden koolstoffen. Dit is dan tevens een C2 as (tweetallige rotatie-as). Er zijn bovendien nog twee C2 assen loodrecht op de C=C=C as en twee verticale spiegelvlakken diagonaal tussen die twee loodrechte assen, zodat de puntgroep D2h is.
De substituenten die aan C1 zijn gebonden liggen in een vlak met C1 en C2, en dat vlak staat loodrecht op het vlak dat gevormd wordt door C2, C3 en de substituenten aan C3.
Een alleen met aan beide uiteinden verschillende substituenten zal dan ook chiraal zijn. Dit komt doordat de dubbele banden star zijn, en niet vrij kunnen roteren. Er zijn twee stereo-isomeren die kunnen voorkomen. De rechtsdraaiende en linksdraaiende variant. Of een specifiek isomeer van een alleen rechts- of linksdraaiend zal zijn, is afhankelijk van de rumtelijke verdeling en eigenschappen van de substituenten. De naamgeving kan worden bepaald aan de hand van de Cahn Ingold zijgroep-prioriteitsregels.
Beide dubbele bindingen zijn gevormd uit een sigma- en een pi-binding. De centrale koolstof, C2, is sp-gehybridiseerd, en beide andere koolstofatomen (C1 en C3) zijn sp2-gehybridiseerd. De hoek tussen beide bindingen op het centrale koolstofatoom is 180 graden. Derhalve is het molecuul bij de dubbele bindingen lineair.